# محوطه کلاسوکلا شفیع‌آباد
محوطه کلاسوکلا شفیع‌آباد مربوط به دوران‌های تاریخی پس از اسلام است و در شهرستان رودسر، بخش رحیم آباد، روستای شفیع‌آباد واقع شده و این اثر در تاریخ ۲ بهمن ۱۳۸۲ با شمارهٔ ثبت ۱۰۷۶۷ به‌عنوان یکی از آثار ملی ایران به ثبت رسیده است.